# 루붐바시 국제공항

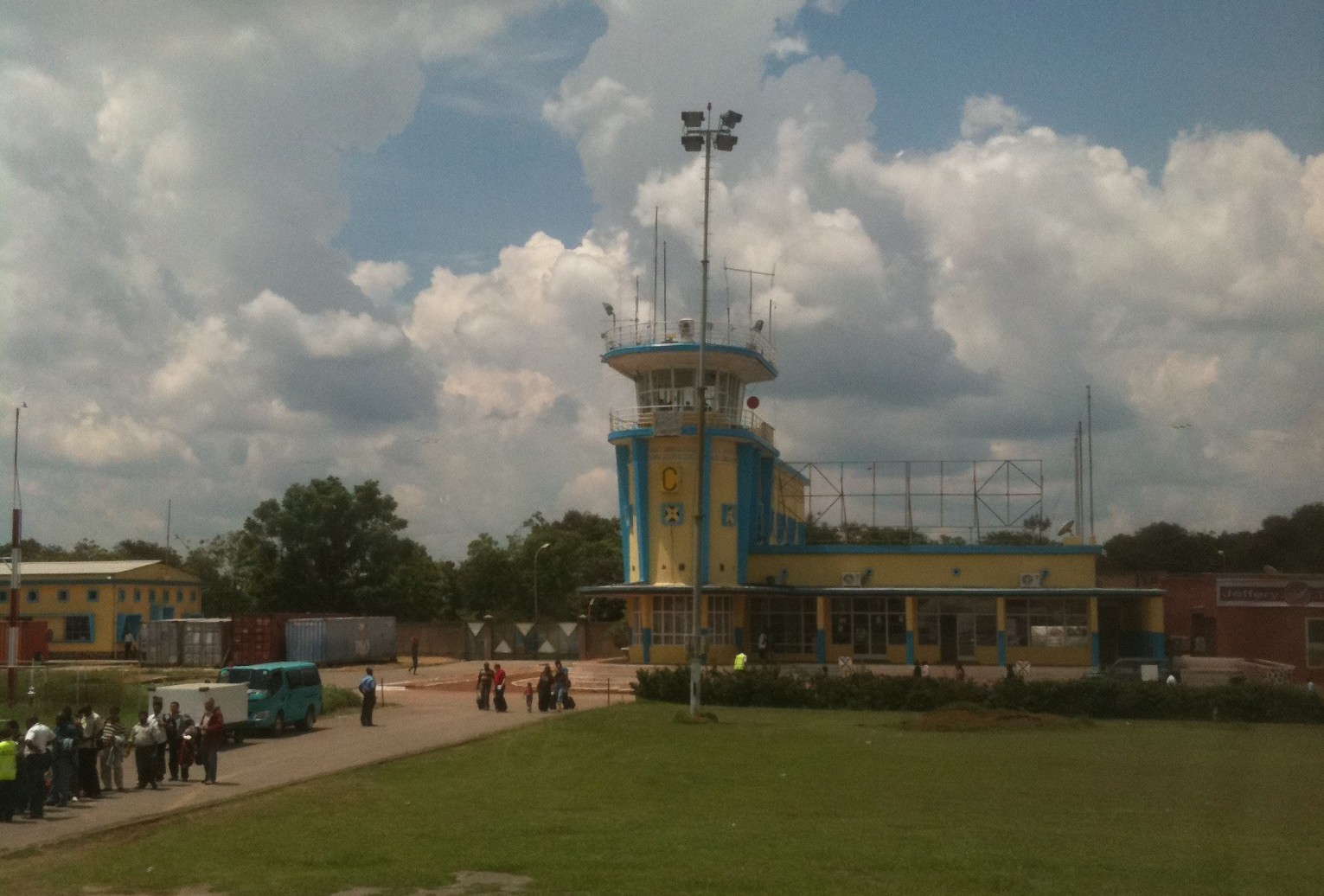

루붐바시 국제공항(Lubumbashi International Airport, IATA: FBM, ICAO: FZQA)은 콩고 민주 공화국 루붐바시를 관할하는 공항이다.
루붐바시 국제공항은 식민지 시기에 Elisabethville Airport라는 이름으로 설립되었다. 루아노 공항(Luano airport)으로도 알려져 있다.
이 공항은 콩고 위기 기간 중 세간의 이목을 끄는 역할을 했다. 유엔 콩고 활동단(ONUC) 병력에 점유된 이 공항은 분리독립주의정부에 대항하기 위한 기지로 사용되었다.